# Neoitamus barsilensis
Neoitamus barsilensis là một loài ruồi trong họ Asilidae. Neoitamus barsilensis được Joseph & Parui miêu tả năm 1984. Loài này phân bố ở miền Ấn Độ - Mã Lai.